# Gavia pacifica
La strolaga mezzana del Pacifico (Gavia pacifica, Lawrence, 1858) è un uccello appartenente alla famiglia Gaviidae.
Da alcuni autori viene considerata come sottospecie (Gavia arctica pacifica).

## Aspetto
Grande 60–68 cm con un'apertura alare di 95–115 cm. La strolaga mezzana del Pacifico si distingue dalla mezzana in abito nuziale per la gola con riflessi violacei e non nerastri. In abito invernale si differenzia perché quando nuota non mostra la chiazza bianca anteriore della coscia. Ha il capo piuttosto piccolo e più arrotondato di Gavia arctica.

## Distribuzione e habitat
Neartico (estremo nord e nord-ovest); d'inverno lungo le coste del Pacifico dell'America settentrionale.  Vive in acqua e per nidificare si sposta sulla terraferma. La strolaga del Pacifico si nutre nei laghi della tundra e sverna in mare aperto o in altri grandi specchi d'acqua. Si riproduce principalmente nel Canada settentrionale e nella Siberia orientale e sverna lungo la costa del Pacifico del Nord America, in mare, o su grandi laghi in una gamma di luoghi molto più ampia, tra cui Cina, Giappone, Corea del Nord, Corea del Sud, Stati Uniti e Messico. Accidentale in Groenlandia, Hong Kong, Gran Bretagna, Spagna, Finlandia e Svizzera (quest'ultima nel dicembre 2015). L'unica osservazione italiana è stata messa in dubbio.
A differenza di altre strolaghe, questo uccello può migrare in stormi.

## Riproduzione
Ogni anno, tra primavera e estate, si riformano le stesse coppie della stagione precedente. In periodo riproduttivo la femmina depone 2 uova e la cura dei piccoli si protrae per 5-7 settimane.